# Петров, Юрий Викторович
Петров Юрий Викторович (род. 27 января 1958) — российский учёный, академик РАН (2025), доктор физико-математических наук.

## Биография
Окончил математико-механический факультет ЛГУ (1980). Кандидат физико-математических наук (1985), доктор физико-математических наук (1995).
Преподаёт в Санкт-Петербургском государственном университете. Заведующий отделом экстремальных состояний материалов и конструкций ИПМаш РАН. Руководитель научно-исследовательского центра «Динамика», созданного на основе интеграционного взаимодействия между Санкт-Петербургским государственным университетом и Российской академией наук.
Член Российского национального комитета по теоретической и прикладной механике.
Председатель Северо-Западного отделения Научного совета РАН по горению и взрыву.
Основные работы в области физики и механики сплошных сред. Автор более 270 научных работ, в том числе 3-х монографий.
Основные научные результаты относятся к динамической теории упругости и пластичности, проблемам оптимизации, физике и механике ударно-волновых процессов, динамике деформирования и разрушения твердых тел, структурным превращениям в сплошных средах, детонации, общим проблемам механики и физики сплошных сред.
Работы последних лет — в области механики и физики быстрых переходных процессов. В этих работах построены новые критерии разрушения и фазовых переходов, а также предложены эффективные методы прогнозирования поведения материалов и конструкций в экстремальных состояниях.

## Личная жизнь
Жена — Оксана Рональдовна Петрова.